# 長胸弱蜥魚
長胸弱蜥魚為輻鰭魚綱仙女魚目青眼魚亞目崖蜥魚科的一種，分布於北大西洋亞熱帶至副北極海域，屬深海底棲性魚類，深度可達70-1400公尺，體長可達36.4公分，棲息在底層水域，生活習性不明。

## 擴展閱讀
維基物種上的相關：長胸弱蜥魚